# جنبش مقدسین آخرین زمان

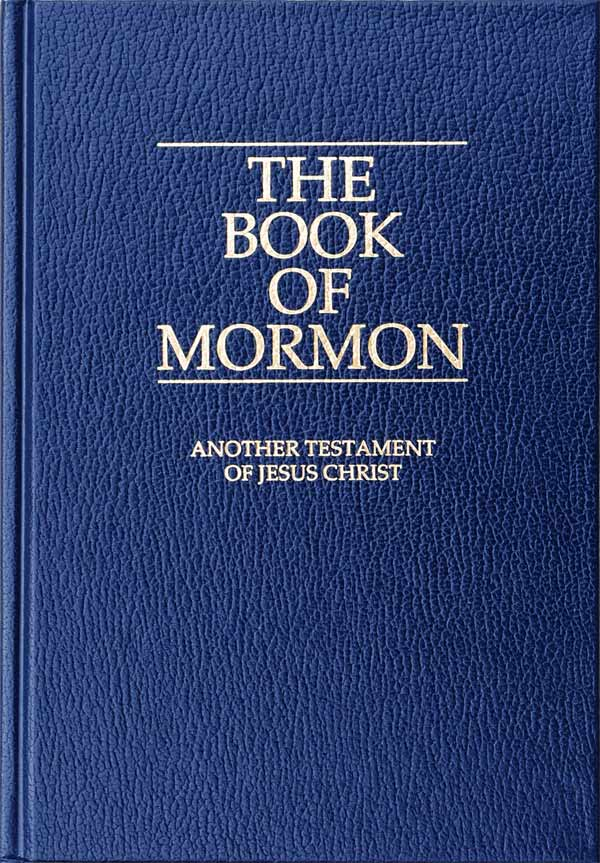
کتاب مورمون

جنبش مقدسین آخرین‌زمان مجموعه‌ای از گروه‌های مستقل کلیسایی است که خاستگاه خود را به یک جنبش بازگردانی‌گرای مسیحی بنیان گذاشته شده از سوی جوزف اسمیت در اواخر دههٔ ۱۸۲۰ lمی‌رساند. این کلیساها در مجموع ۱۵ میلیون عضو دارند. اکثریت قریب به اتفاق پیروان از آن کلیسای عیسی مسیح مقدسین آخرین زمان است، و الهیات غالب آنان مورمونیسم است. این کلیسا خود را مسیحی می‌داند. اقلیتی از پیروان مقدسین آخرین‌زمان نظیر جماعت مسیح، به پروتستانتیسم سنتی معتقدند و خود را از آموزه‌های متمایز مورمونیسم فاصله داده‌اند. دیگر گروه‌ها شامل کلیسای بنیادگرای عیسی مسیح مقدسین آخرین زمان می‌شود که به چندهمسری معتقدند.